# Heinrich Rudolf von Weeze
Heinrich Rudolf von Weeze war Administrator des Klosters Waldsassen von 1548 bis 1560.
Im Amt als Administrator folgte er seinem Onkel Johannes von Weeze nach, der letzte Abt der vorreformatorischen Zeit war bis 1537 Georg III. Agmann. Die Pfalz nutzte die mit der Reformationen aufgebrochenen religiösen und gesellschaftlichen Konflikte um ihren Einfluss auf die Fürstabtei und das Stiftland auszuweiten. Während sich Johannes den Ansprüchen des Pfalzgrafen Friedrich II. weitgehend entziehen konnte, musste Heinrich Rudolf bereits bei Amtsantritt unter der drohenden Präsenz pfälzischer Soldaten den Pfalzgrafen als Landesherrn anerkennen. Aber auch der Kaiser beharrte auf Abgaben und Truppenkontingenten, Belastungen, die aber noch auf die Stellung der Reichsunmittelbarkeit hindeuten. Der Chronist Kaspar Brusch lobt Heinrich Rudolf als gelehrte und integere Persönlichkeit. Er stand mit Joachim Camerarius der Ältere in regem Briefwechsel. Unter dem Pfalzgrafen Ottheinrich erfolgte 1556 eine Inventarisierung des Klosterbesitzes. Heinrich Rudolf und andere wichtige Personen des Klosters wurden unter einem Vorwand nach Amberg gebracht und dort zunächst festgehalten. Im Stiftland setzte sich ein Bildersturm in Gang. Schließlich resignierte Heinrich Rudolf zugunsten des Pfalzgrafen Reichard, einem Bruder von Friedrich III., der dem kinderlosen Ottheinrich nachfolgte. Zum Zeitpunkt der Resignation Heinrich Rudolfs befanden sich noch 13 Ordensleute im Kloster, von denen sechs die Lehre Luthers annahmen. Das Stiftland wurde Teil der Oberpfalz.